# Mojca
Mojca (ˈmɔːɪ̯t͡sa) ist ein slowenischer Vorname.

## Verbreitung
Der Name ist im deutschsprachigen Raum selten anzutreffen. In der Schweiz tragen 39 Personen diesen Namen (Stand 2023). Auch in Österreich wird der Name sehr selten vergeben. In Slowenien war Mojca von 2000 bis 2010 in den Top-100. Die beste Platzierung erzielte der Vorname im Jahr 2002 mit Rang 45. Von 1992 bis 2022 wurde er etwa 960 Mal vergeben.
| Jahrzehnt | Anzahl | Bereich |
| --------- | ------ | ------- |
| bis 1940  | 7      | 400     |
| 1941–1950 | 125    | 114     |
| 1951–1960 | 838    | 38      |
| 1961–1970 | 3.053  | 3       |
| 1971–1980 | 3.934  | 3       |
| 1981–1990 | 2.254  | 11      |
| 1991–2000 | 664    | 36      |
| 2001–2010 | 269    | 73      |
| 2011–2021 | 111    | 153     |

## Herkunft
Für Mojca werden zwei Etymologien vorgeschlagen:
- Die Ableitung von moj (mein)
- Die Ableitung von Marija bzw. Maria

(-ca ist im Slowenischen eine Verkleinerungs- oder eine Verniedlichungsform)

## Trägerinnen
- Mojca Drčar Murko (* 1942 in Ljubljana), slowenische Politikerin der LDS
- Mojca Erdmann (* 1975 in Hamburg), deutsche Opern-, Konzert- und Liedsängerin in der Stimmlage Sopran
- Mojca Kleva (* 1976 in Koper), slowenische Politikerin der SD
- Mojca Kopač (* 1975 in Ljubljana), ehemalige slowenische Eiskunstläuferin
- Mojca Sedeu (mazedonisch Мојца Седеу; * 1970 in Skopje), mazedonische Perkussionistin und Hochschullehrerin
- Mojca Suhadolc (* 1975 in Ljubljana), ehemalige slowenische Skirennläuferin

## Belege
1. ↑  Mojca. In: Behind the Name. Mike Campbell, abgerufen am 29. November 2024 (englisch).
2. 1 2  Mojca. In: Baby-Vornamen. Baby Vornamen, abgerufen am 29. November 2024 (deutsch).
3. ↑  Vornamen der Geborenen. In: STATISTIK AUSTRIA. Bundesanstalt Statistik Österreich, abgerufen am 29. November 2024 (deutsch).
4. ↑  Popularity in Slovenia. In: Behind the Name. Mike Campbell, abgerufen am 29. November 2024 (englisch).
5. ↑  Keber, Janez, Leksikon imen Katalogeintrag bei Cobiss